# Long range shooting

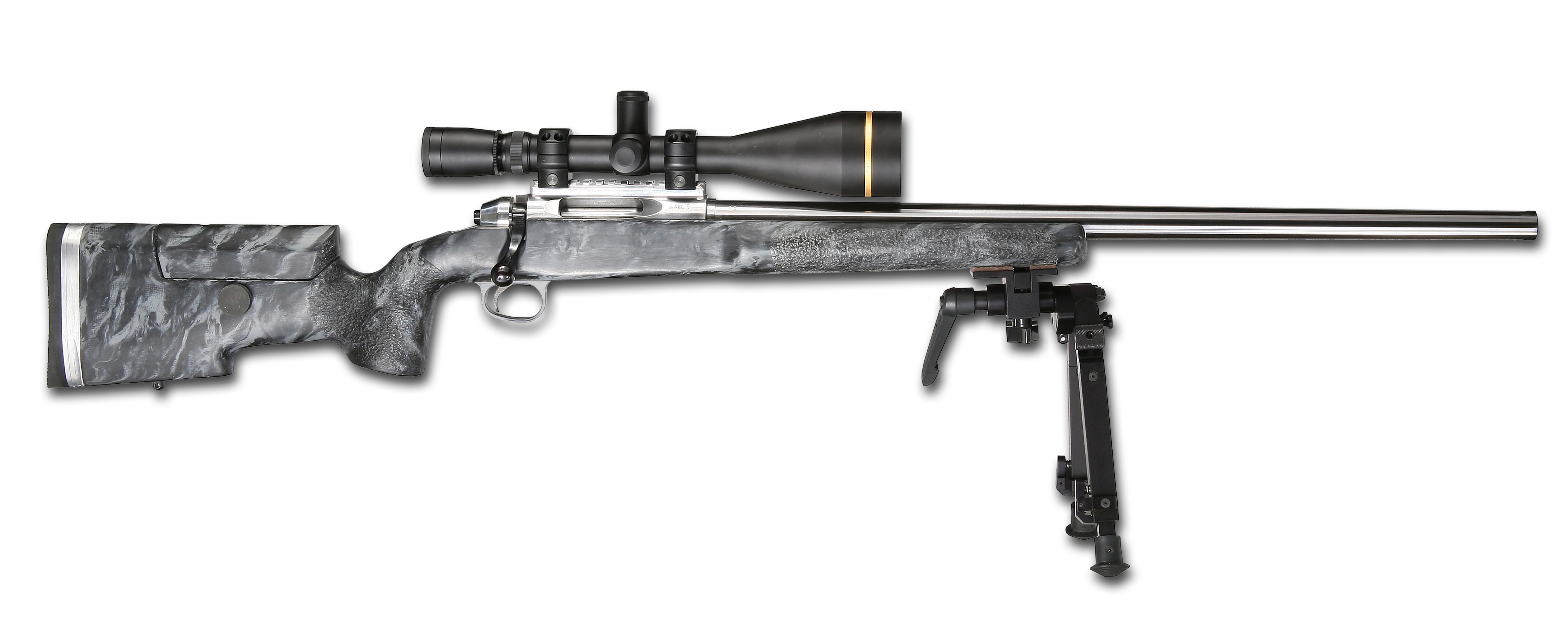
BCM Europearms F Class, disegnato per la classe F nelle competizioni.

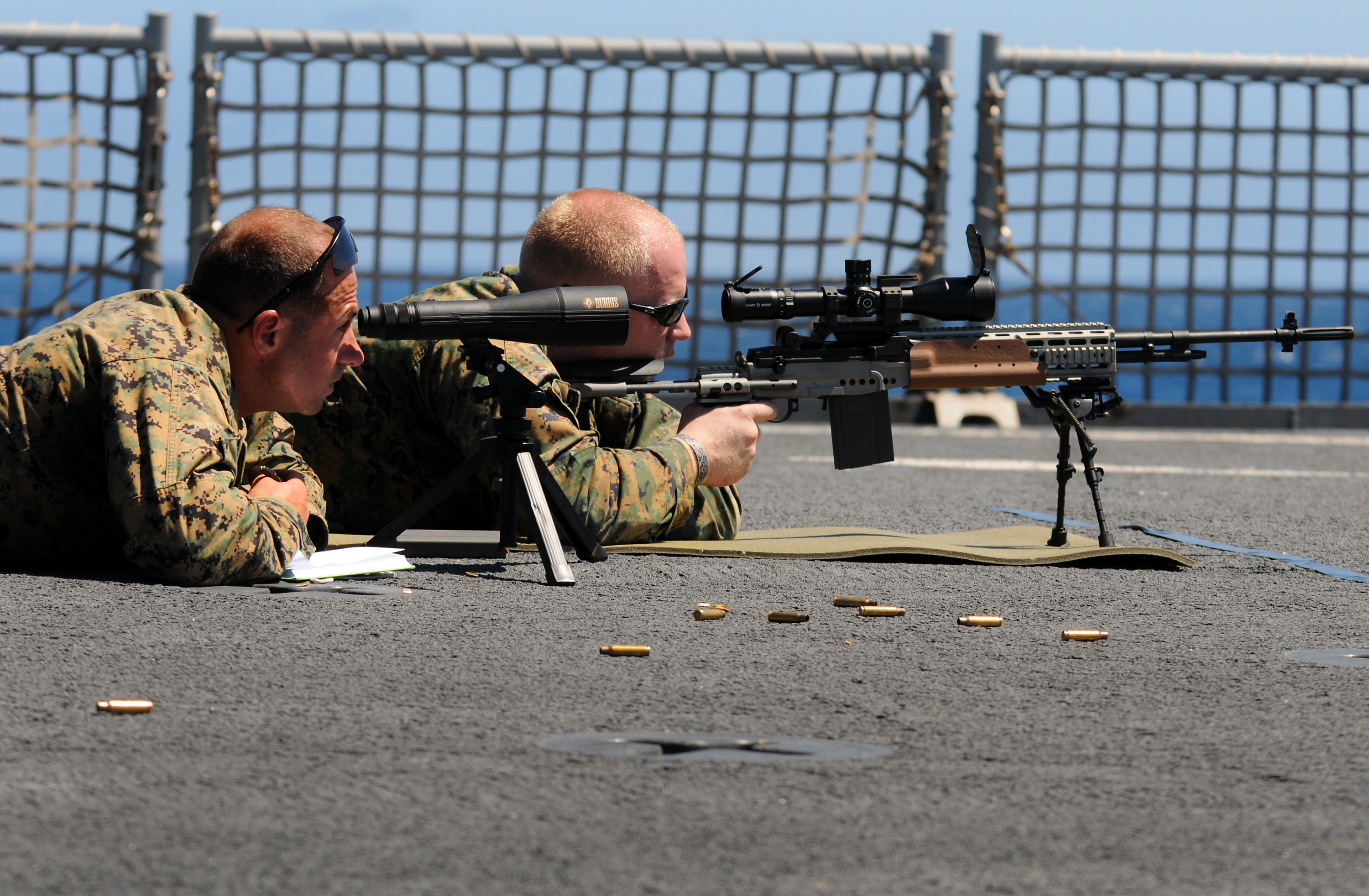
Tiratori scelti sono specializzati nel tiro a lunga distanza. Dietro il tiratore c'è lo spotter, che guarda il risultato del tiro e suggerisce correzioni. Solitamente il duo viene usato sia nel tiro militare che civile.

Long range shooting è un termine per indicare una disciplina del tiro a segno dove il tiratore deve colpire bersagli su lunga distanza in modo tale da dover calcolare la traiettoria balistica, specialmente riguardo al vento. Mentre nei tiri a breve distanza bisogna aggiustare il tiro riguardo alla gravità (che è costante), nei tiri a raggio di azione esteso bisogna considerare altri fattori fisici.

## Definizione di "lunga distanza"
La distanza da considerare lunga è relativa al calibro. "Long range" per un calibro .22 LR può voler dire oltre 100 metri (o yards). Per calibri medi può voler dire oltre i 3–400 m, mentre alcuni sostengono che lunga distanza sia non meno di 500 m. In tiri a lunga distanza oltre i 500m il proiettile "vola" in un tempo molto lungo e si può vederlo volare se il tempo meteorologico è buono. Alcuni credono di sentire il proiettile mentre colpisce il bersaglio.

## Calcolo della traiettoria
Per avere un buon tiro nel lungo raggio occorre buona tecnica di sparo alla base, un fucile con buona precisione e munizionamento adatto (per avere consistente velocità di volata). Inoltre una varietà di fattori esterni devono essere presi in considerazione per il calcolo balistico:
- Vento (sia dal lato tiratore che sulla via del bersaglio).[1][2]
- Pallottola con forma e peso tale da avere il maggior coefficiente balistico ("BC")[3]
- Pressione atmosferica, altitudine e umidità[4]
- Temperatura (inclusa l'aria, munizioni e canna)[5]
- Spindrift,[6] effetto di rotazione del proiettile
- Effetto Coriolis,[7] causato dalla rotazione terrestre
- Miraggio,[8] che può causare l'alzo del tiro sbagliato o a lato se c'è vento leggero
- Angolo al bersaglio (chiamato "coseno di similitudine"),[9] verso l'alto o il basso

Tutti questi parametri possono essere usati anche per tiri di corto raggio ma sono meno influenti.

## Competizioni
Vi sono differenti discipline sul lungo raggio, competizioni con distanze note (KD) e non note (UKD), individualmente o in team (shooter e spotter). In competizioni UKD il marksman deve giudicare anche le distanze, per esempio comparando un bersaglio noto in dimensione con millesimi di radiante marcati all'interno del telescopio ("milling") per calcolare la distanza. Alcune volte un telemetro laser può essere usato.

### Precision Rifle Competition
Precision Rifle Competition è relativamente nuova come disciplina e trova l'equilibrio tra velocità e precisione, spesso con movimenti e tiri da posizioni inusuali in un tempo limitato, a distanze note e non.

### F-Class
La classe F sta crescendo rapidamente con caratteristiche simili al tradizionale high power rifle, eccetto il tiro tra 300 e 1200 yards (o metri), e il bersaglio è metà in dimensione del regolare. Competono in due categorie:
- F-Open (Open Class): Tutti i calibri fino a .35 possono essere usati, con un mirino telescopico, e si può scegliere tra appoggio frontale e sacco posteriormente, bipiede/zaino. Il limite di peso con ottica è 22 lb (10 kg).[10]
- F-TR ("Target", Standard Class): Una classe ristretta con mirino telescopico permesso, bipiede/zaino e sacco posteriore (senza appoggio frontale), ma il fucile deve essere .223 Remington o .308 Winchester. In aggiunta, il peso limite dell'ottica è 18.15 lbs (8.25 kg).[10]